# مركز التاريخ العسكري لجيش الولايات المتحدة

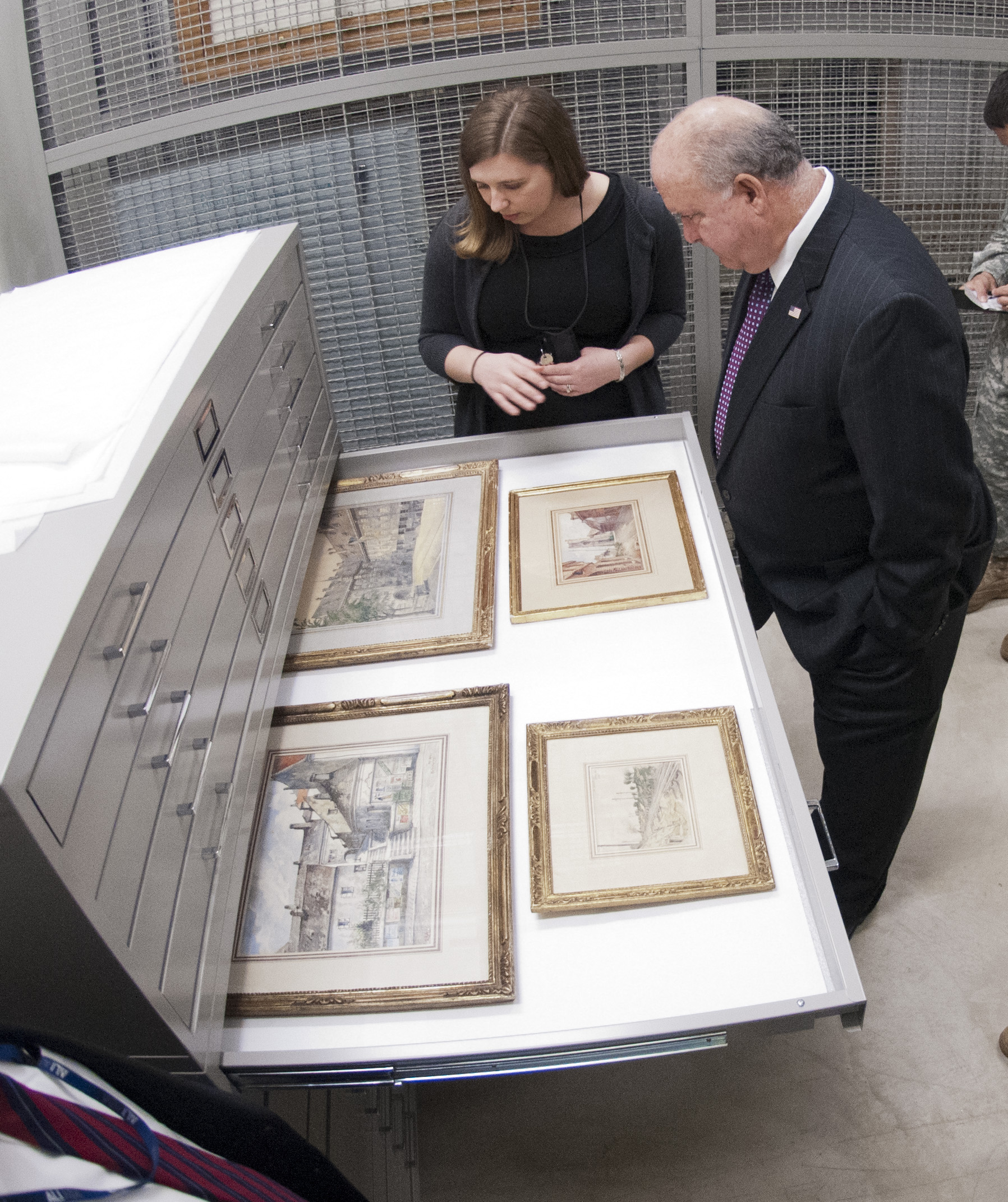
لوحات مائية بريشة أدولف هتلر مملوكة لمصور هتلر الشخصي «هاينريش هوفمان» محفوظة في مركز الجيش للتاريخ العسكري.

مركز التاريخ العسكري لجيش الولايات المتحدة (CMH) هي إدارة ضمن مكتب مساعد إداري إلى وزير الجيش. المركز هو المسؤول عن الاستخدام المناسب للتاريخ والسجلات العسكرية في جميع أنحاء جيش الولايات المتحدة. تقليديا، فإن ذلك يعني مهمة تسجيل التاريخ الرسمي للجيش في كل من السلم والحرب، في حين أن تقديم المشورة للاركان الجيش في المسائل التاريخية. شركة بيت إدارة المال هي المنظمة الرئيسية المؤدية برنامج التاريخية الجيش.

## وصلات خارجية
- الموقع الرسمي
- Gough، Terrence J. "The U.S. Army Center of Military History: A Brief History". United States Department of the Army. مؤرشف من الأصل في 2018-11-19.
- United States Army Center of Military History على موقع واي باك مشين (نسخة محفوظة 7 June 1997)